# Provincia di Pedro Domingo Murillo
Pedro Domingo Murillo è una provincia della Bolivia sita nella parte centro-meridionale del dipartimento di La Paz.

## Etimologia
Prende il nome da Pedro Domingo Murillo, patriota dell'Alto Perù, l'attuale Bolivia, e considerato il precursore dell'indipendenza del Paese.

## Popolazione
Si tratta di un'area dell'altipiano andino comprendente, oltre ad aree rurali, anche il nucleo abitativo più popoloso del Paese costituito dalla capitale, La Paz, e dalla sua città satellite, El Alto. Quest'ultima, secondo proiezioni dell'INE, nel 2007 dovrebbe essere la seconda città boliviana dopo solo Santa Cruz de la Sierra, superando quindi anche La Paz.
Sempre secondo le proiezioni dell'INE la provincia sarebbe complessivamente soggetta ad un aumento demografico passando da 1.484.328 abitanti (censimento 2001) a 1.749.309 del 2007, fino ad arrivare agli 1.846.556 nel 2010.

## Geografia antropica

### Suddivisioni amministrative
La provincia è suddivisa in 5 comuni:
- Achocalla
- El Alto
- La Paz
- Mecapaca
- Palca (capoluogo)